# Mark Owen
Mark Anthony Patrick Owen (ur. 27 stycznia 1972 w Oldham) – brytyjski piosenkarz, członek i założyciel brytyjskiego popowego boysbandu Take That. Zespół ten odnosił wielkie sukcesy na początku lat 90.

## Wczesne życie
Urodzony w Oldham w Lancashire, dorastał w małym państwowym domu z dwójką rodzeństwa: bratem Danielem i siostrą Tracy. Jego ojciec był dekoratorem, a później dostał pracę na posterunku policyjnym. Jego matka nadzorowała pracę w bankowości w Oldham.
Uczył się szkołach: Holy Rosary Primary i St Augustine’s Catholic School w Oldham występował w wielu szkolnych przedstawieniach. Nie okazywał jednak zainteresowania muzyką, w szkole wolał piłkę nożną. Marzył, aby zostać zawodowym piłkarzem, startował nawet do drużyn piłkarskich, takich jak Manchester United, Huddersfield Town oraz Rochdale, ale z powodu poważnej kontuzji musiał porzucić plany sportowe.
Przed rozpoczęciem kariery muzycznej pracował w butiku odzieżowym „Zutti” w Oldham. Później zaczął pracować w lokalnym banku. W tym okresie poznał Gary’ego Barlowa, z którym stworzył duet Cutest Rush. Dowiedziawszy się o przesłuchaniach do Take That, obaj postanowili się na nie zgłosić.

## Take That
Podczas trwania kariery w Take That zaśpiewał jako główny wokalista w piosence „Babe”, która była wydana jako singel w grudniu 1993 i pochodziła z albumu Everything Changes. Dotarła na pierwsze miejsce na liście UK Singles Chart. Zaśpiewał także główny wokal w piosence „The Day After Tomorrow" z albumu Nobody Else. W klipie do „Everything Changes” oprowadził widzów po swoim domu w Oldham. Był blisko z innym członkiem Take That, Robbiem Williamsem. Po odejściu Williamsa z zespołu w 1995 przejął jego partie wokalne, dlatego musiał m.in. w ciągu dwóch tygodni nauczyć się rapować. W 1996 grupa Take That ogłosiła zakończenie działalności, wcześniej wydawała singiel z coverem piosenki  Bee Gees „How Deep Is Your Love”.
W 2006 powrócił do reaktywowanego Take That i wyruszył z zespołem w szybko wyprzedaną trasę koncertową „The Ultimate Tour”. W listopadzie 2007 zespołowo wydali album pt. Beautiful World, który okazał się wielkim sukcesem. Owen zaśpiewał główne partie wokalne w piosenkach: „Shine” i „Hold on What You Belive in”. Po sukcesie płyty wyruszyli w trasę koncertową pt. „Beautiful World”.

## Kariera solowa
Po rozpadzie Take That jako pierwszy z członków zespołu wydał swoją solową płytę. Dotarł on na trzecie miejsce brytyjskiej listy przebojów z debiutanckim singlem „Child”. Jego drugi singel „Clementine” również uplasował się na trzecim miejscu w zestawieniu. W 1997 pojawił się album pt. Green Man, który zdobył 33. miejsce na liście UK Albums Chart. Po wydaniu kolejnego singla „I Am What I Am” przesunął się na 29. miejsce. BMG Records zakończyła współpracę z Owenem z końcem 1997.
W 2002 wziął udział i wygrał drugą serię Celebrity Big Brother. Po wspólnym występie Owena i Robbiego Williamsa na festiwalu w Knebworth wokalista wrócił i podpisał umowę z Island/Universal Records. W 2003 wrócił na listy przebojów z singlem „Four Minute Warning”, który dotarł na piąte miejsce i pozostał w czołówce 40 piosenek przez osiem tygodni. Jego drugi album pt. In Your Own Time pojawił się na rynku w 2003 i uplasował się na 39. miejscu na liście UK Albums Chart. Po drugim singlu „Alone Without You” przesunął się na 26. miejsce. Niedługo potem Island/Universal Records zakończyło współpracę z Owenem.
W kwietniu 2004 założył własną firmę fonograficzną – Sedna Records. Pod jej szyldem w 2005 wydał swój trzeci solowy album pt. How the Mighty Fall, który nagrał rok wcześniej w Sunset Studios LA. W lutym 2006 wydał pierwszy singel „Hail Mary”.

## Życie prywatne
Obecnie Mark mieszka w Londynie z aktorką Emmą Ferguson, która urodziła ich pierwsze dziecko – Elwooda Jacka Owena, 19 kwietnia 2006 roku.

## Dyskografia

### Albumy
- Green Man (1996) UK #33
- In Your Own Time (2003) UK #59
- How the Mighty Fall (2005) UK #78
- The Art of Doing Nothing (2013) UK #29

### Single
| Rok  | Tytuł                   | Pozycje | Album               |
| Rok  | Tytuł                   | UK      | Album               |
| ---- | ----------------------- | ------- | ------------------- |
| 1996 | „Child”                 | 3       | Green Man           |
| 1997 | „Clementine”            | 3       | Green Man           |
| 1997 | „I Am What I Am”        | 29      | Green Man           |
| 2003 | „Four Minute Warning”   | 4       | In Your Own Time    |
| 2003 | „Alone Without You”     | 26      | In Your Own Time    |
| 2004 | „Makin’ Out”            | 30      | How the Mighty Fall |
| 2005 | „Believe In The Boogie” | 57      | How the Mighty Fall |
| 2005 | „Hail Mary”             |         | How the Mighty Fall |